# HD 64225
HD 64225，又名CD-50 3004，SAO 235552、HR 3071，是一颗恒星，视星等为5.91，位于銀經263.97，銀緯-12，其B1900.0坐标为赤經7h 47m 40.6s，赤緯-50° -12′ 12″。